# Digitalizacija knjiga
Digitalizacija knjiga je proces pretvaranja fizičkih knjiga u digitalne slike ili elektroničke knjige (e-knjige) putem skeniranja. Takav postupak zahtijeva puno manje vremena i truda nego metoda ponovnog tipkanja cijeloga teksta; prije nego što je skeniranje postalo izvedivo, ponovno tipkanje je obično bilo jedina opcija.
Jednom kada je knjiga digitalno skenirana, slike su dostupne za brzu distribuciju, reprodukciju i čitanje na ekranu. Takve slike se spremaju u nekoliko vrsti formata, najčešći su: DjVu, Portable Document Format (PDF), ili Tagged Image File Format (TIFF). Jedan može žeti dodatne pogodnosti koristeći optičko prepoznavanje znakova (OCR) za pretvaranje slika određenih stranica knjige u editabilni tekst, znatno smanjujući kapacitet potreban za pohranu knjige i omogućujući da se tekst ponovno oblikuje, pretražuje, ili koristi kao predložak aplikacijama za obradu teksta kao što su obrada prirodnoga jezika.

## Komercijalni skeneri knjiga
Komercijalni skeneri knjiga nisu poput običnih skenera; ovakvi skeneri su obično kvalitetni digitalni fotoaparati s izvorom svjetla s obje strane kamere, montirani na neku vrstu okvira, čime se pruža jednostavan pristup osobi ili stroju za okretanje stranica knjige. Određeni modeli uključuju "kolijevke" za knjige u obliku slova V, koje pružaju potporu knjizi i centriraju njezin položaj automatski.
Prednost ovakve vrste skenera je da je vrlo brz, u odnosu na produktivnost onih "klasičnih". U usporedbi s tradicionalnim skenerima čije cijene obično počinju od $ 10,000, ova vrsta skeniranja pomoću digitalnih kamera je više isplativija.

## Digitalizacija knjiga u većim razmjerima
Projekti kao što su Project Gutenberg, Google Book Search i Open Content Alliance skeniraju knjige na velikoj skali.
Jedan od glavnih izazova je čisti volumen knjiga koje moraju biti skenirane, a procjenjuju se u desecima milijuna. Sav taj materijal prvo mora biti skeniran i onda stavljen na raspolaganje online korisnicima kako bi ga mogli pretraživati te koristiti kao univerzalnu knjižnicu. Trenutno postoje 3 glavna načina na koje se velike organizacije oslanjaju: eksternaliziranje, skeniranje u "kući" korištenjem komercijalnih skenera knjiga, skeniranje u "kući" koristeći robotizirana skenerska rješenja.
U slučaju eksternaliziranja, knjige se često dostavljaju na skeniranje jeftinim destinacijama kao što su Indija i Kina. Isto tako, zbog praktičnosti, sigurnosti i napretka tehnologije, mnoge organizacije pak odabiru same vršiti skeniranje, ili pomoću tradicionalnih skenera kod kojih proces skeniranja ipak zna poprilično trajati, ili pomoću drugih rješenja, kao što su digitalni fotoaparati koji su bitno brži. Takvim rješenjima se koriste Internet Arhiva te Google. Tradicionalne metode skeniranja uključuju rezanje samog uveza knjige te ubacivanje stranica u skener koji ima sposobnost njihovog automatskog učitavanja. Nakon takvog postupka, stranice se ponovno uvezuju.
Nakon što je stranica skenirana, podaci se unose ručno ili putem OCR-a, što je još jedan način smanjivanja troškova ovakvih projekata.
Zbog pitanja autorskih prava, većina skeniranih knjiga su one koje ih nemaju, odnosno koje su u javnom vlasništvu. Međutim, Google Book Search je poznat po skeniranju knjiga koje su još uvijek zaštićene autorskim pravima osim ako im nakladnik to striktno zabrani.

## Destruktivna skeniranja
Za projekte skeniranja knjiga s niskim proračunom, najmanje skupa metoda skeniranja knjige ili časopisa je ta da se odsiječe uvez. Ovo pretvara knjigu ili časopis u snop običnih papira, koji tada mogu biti stavljeni u skener sa sposobnošću njihovog automatskog učitavanja i skenirani koristeći jeftinu i uobičajenu tehnologiju skeniranja. Iako ovakvo rješenje definitivno nije poželjno za stare i vrlo neobične knjige, to je koristan način za skeniranje knjiga i časopisa gdje knjiga nije skup kolekcionarski predmet i gdje se zamjena za skenirani sadržaj može lako pronaći. Postoje dva tehnička problema s ovim procesom, najprije s rezanjem, a zatim sa skeniranjem. Točnije, papiri nepravilnih oblika, kao i određeni materijali poput onih od kojih se rade naslovnice časopisa mogu stvoriti probleme.

## Nedestruktivna skeniranja
U posljednjih nekoliko godina, softverski upravljani strojevi i roboti razvijeni su za skeniranje knjiga bez potrebe za rezanjem uveza, kako bi se očuvao i sadržaj dokumenta i digitalna foto arhiva njegovog sadašnjeg stanja. Ovaj trend je omogućen prvenstveno zbog poboljšanja tehnologija snimanja i skeniranja koje omogućuju snimanje visoko kvalitetnih digitalnih arhiva slika s malo ili bez ikakvih oštećenja rijetkih ili krhkih knjiga u razmjerno kratkom vremenu. Određeni visoko kvalitetni sustavi skeniranja upotrebljavaju vakuum i statički naboj za okretanje stranica dok se snimanje odvija automatski, obično pomoću kamere visoke razlučivosti koja se nalazi iznad podesive "kolijevke" u obliku slova V. Slike se tada šalju iz uređaja za snimanje u razne aplikacije za uređivanje koje mogu dodatno obraditi slike, bilo to za format arhivsko kvalitetnih datoteka kao što su TIFF ili JPEG 2000, ili pak nekih prilagođenijih internetu, kao što su JPEG ili PDF.